# الكويت في بطولة العالم للألعاب المائية 2025
شاركت الكويت في بطولة العالم للرياضات المائية 2025 في سنغافورة في الفترة من 11 يوليو إلى 3 أغسطس 2025.

## المنافسون
وفيما يلي قائمة المتنافسين في البطولة. 
| رياضة   | الرجال | سيدات | المجموع |
| ------- | ------ | ----- | ------- |
| سباحة   | 3      | 1     | 4       |
| المجموع | 3      | 1     | 4       |

## سباحة
الرجال
| رياضي        | حدث               | التأهل  | التأهل | نصف النهائي | نصف النهائي | النهائي  | النهائي  |
| رياضي        | حدث               | وقت     | ترتيب  | وقت         | ترتيب       | وقت      | ترتيب    |
| ------------ | ----------------- | ------- | ------ | ----------- | ----------- | -------- | -------- |
| خالد العتيبي | 100 متر سباحة حرة | 54.31   | 82     | لم يتقدم    | لم يتقدم    | لم يتقدم | لم يتقدم |
| خالد العتيبي | 100 متر سباحة صدر | 1:08.61 | 67     | لم يتقدم    | لم يتقدم    | لم يتقدم | لم يتقدم |
| محمد العتيبي | 100 متر فراشة     | 58.09   | 66     | لم يتقدم    | لم يتقدم    | لم يتقدم | لم يتقدم |
| محمد العتيبي | 200 متر فراشة     | 2:11.76 | 35     | لم يتقدم    | لم يتقدم    | لم يتقدم | لم يتقدم |
| سعود الشمروخ | 200 متر سباحة حرة | 1:54.61 | 47     | لم يتقدم    | لم يتقدم    | لم يتقدم | لم يتقدم |

سيدات
| رياضي     | حدث              | التأهل | التأهل | نصف النهائي | نصف النهائي | النهائي  | النهائي  |
| رياضي     | حدث              | وقت    | ترتيب  | وقت         | ترتيب       | وقت      | ترتيب    |
| --------- | ---------------- | ------ | ------ | ----------- | ----------- | -------- | -------- |
| صبا سلطان | 50 متر سباحة حرة | 31.27  | 90     | لم يتقدم    | لم يتقدم    | لم يتقدم | لم يتقدم |